# HD 43691 b
HD 43691 b는 마차부자리 방향으로 304광년 떨어진 곳에 있는 항성 HD 43691 주변을 도는 외계 행성이다. 궤도경사각이 밝혀지지 않았기 때문에 최소 질량값만 밝혀져 있다. b는 항성으로부터 매우 가까운 곳을 돌고 있는데, 태양계에 대입하면 수성 궤도보다도 안쪽을 공전하고 있다.

## 참고 문헌
- (영어) Da Silva R., Udry S., Bouchy F., Moutou C., Mayor M., Beuzit J.-L., Bonfils X., Delfosse X., Desort M., Forveille T., Galland F., Hebrard G., Lagrange A.-M., Loeillet B., Lovis C., Pepe F., Perrier C., Pont F., Queloz D., Santos N., Segresan D., Sivan J.-P., Vidal-Madjar A. (2007). “Elodie metallicity-biased search for transiting Hot Jupiters. IV. Intermediate period planets orbiting the stars HD43691 and HD132406” (PDF). 《Astron & Astrophys》. 2007년 9월 29일에 원본 문서 (PDF)에서 보존된 문서. 2009년 6월 21일에 확인함. 다음 글자 무시됨: ‘2007-07-07’ (도움말)
- (영어) “Elodie metallicity-biased search for transiting Hot Jupiters (Text Full)”. 《http://arxiv.org/》. |웹사이트=에 외부 링크가 있음 (도움말)
- (영어) “HD 43691”. 《Exoplanets》. 2009년 11월 25일에 원본 문서에서 보존된 문서. 2009년 6월 21일에 확인함.